# 小松ケ原別荘地
小松ケ原別荘地（こまつがはら べっそうち）とは、静岡県伊豆の国市にある別荘地。正式名称は伊豆富士見高原小松ケ原（いずふじみこうげん こまつがはら）。

## 概要
伊豆の国市の北東に位置する玄岳西側山麓、富士見パークウェイの北方、「富士箱根カントリークラブ」の東脇に造成されている別荘地で、区画数は約780、総棟数は約370。
コマツ製作所系の不動産開発企業だった小松地所が、玄岳の反対側（熱海市）に造成した別荘地「熱海自然郷」に続いて開発し、1968年（昭和43年）から分譲を開始した。「小松ケ原」という名称はそこに因む。
1972年（昭和47年）に設立されたコマツゼネラルサービス（KGS）が、「熱海自然郷」等も含めて別荘地管理業務を行ってきたが、2018年（平成30年）に新潟県の不動産企業・株式会社ひまわりに事業譲渡、株式会社エンゼルフォレストリゾートに商号変更した。

## 交通・アクセス
南側を通る富士見パークウェイが、外部との出入りのための主要道路となる。東側に上がっていくと伊豆スカイラインの韮山峠ICに至り、西側に下っていくと伊豆の国市の「韮山地区」に出る。
また管理事務所前の「富士箱根カントリークラブ」を横断する道路を西方へ進んでいくと、「伊豆エメラルドタウン」と「南箱根ダイヤランド」を縦断して、県道11号（熱海函南線・熱函道路）へと至る、周辺別荘地の主要道路へと出る。

## 沿革
- 1968年（昭和43年） - 分譲開始[3]。
- 1972年（昭和47年）3月1日 - コマツゼネラルサービス（KGS）設立、別荘地管理業務開始[4]。
- 2018年（平成30年）3月1日 - 新潟県の不動産企業・株式会社ひまわりが事業譲受、KGSを株式会社エンゼルフォレストリゾートへ商号変更して管理業務開始[4][5]。